# Marija Jurić Zagorka
Marija Jurić (vzdevek Zagorka), hrvaška pisateljica, novinarka in dramatičarka, * 2. marec 1873, Negovec, † 30. november 1957, Zagreb. 
Je prva hrvaška ženska novinarka in najbolj brana hrvaška pisateljica. Nekaj časa je urejala časopis Obzor. Začela in urejala je Ženski list, prvo hrvaško žensko revijo, in revijo Hrvatica. Njena opora pri književniškem in novinarskem delu je bil Josip Juraj Strossmayer, ki jo je nagovoril k pisanju romanov. Pisala je romane, namenjene širšemu občinstvu, v katerih se prepletajo ljubezenske zgodbe z elementi hrvaške narodne zgodovine. Nekatera njena prozna dela so bila dramatizirana in ekranizirana. Borila se je proti družbeni diskriminaciji, madžarizaciji in germanizaciji ter za pravice žensk. 

## Zgodnje življenje in izobraževanje
Marija Jurić se je rodila 2. marca 1873 (starejši viri so največkrat navajali 1. januar 1873) v vasi Negovec pri Vrbovcu v družini Ivana Jurića in Josipe Domin. Imela je dva brata in sestro. Ob krstu 3. marca je dobila krstno ime Mariana. Svojo družino je pozneje opisovala kot premožno, a nesrečno. Otroštvo je preživela v Hrvaškem Zagorju na posestvu Šanjugovo barona Geze Raucha, katerega upravnik je bil njen oče. Prvo leto šolanja je preživela na domačem posestvu ob otrocih barona Raucha, nato je šolanje nadaljevala v Varaždinu in na dekliški srednji šoli v samostanu sester usmiljenk v Zagrebu. Izstopala je kot zelo inteligentna in nadarjena, saj je vse razrede končala z najvišjimi ocenami. Čeprav jo je oče želel poslati v Švico na srednjo šolo, ki jo je bil baron Rauch pripravljen plačati, je njena mati temu nasprotovala.
Na materino vztrajanje in ob očetovem nasprotovanju so Zagorko konec leta 1891 poročili s 17 let starejšim slovaško-madžarskim železniškim častnikom Andrijo Matrajo. Par je v Sombotelu živel tri leta, med katerimi je zaradi moževega nasilja in svetonazorskih razlik Zagorka doživela duševni zlom. Leta 1895 je pobegnila od moža in najprej živela pri stricu v Sremski Mitrovici, nato pa v Zagrebu. Matraja ji je očital, da je duševno nestabilna, zato je bila nekaj časa zaprta v azilu, a so jo odpustili, ko so zdravniki ugotovili, da je zdrava. Z očetovo pomočjo se ji je uspelo ločiti, a je bila po tem, ko je mati pričala proti njej, razglašena za krivo propada zakona, tako da ji nekdanji mož ni bil obvezan plačevati preživnine ali vrniti njenih osebnih stvari. V času življenja na Madžarskem se je naučila telegrafije in madžarščine, kar ji je kasneje pomagalo pri novinarski karieri.

## Novinarska kariera
V srednji šoli je Zagorka urejala svoj prvi časopis, Samostanske novine. Imela je en sam izvod, ki ga je posojala drugim dijakom. Leta 1891 je pod moškim psevdonimom M. Jurica Zagorski urejala edini dijaški časopis v Krapini, Zagorsko proljeće. Po izidu prve številke so ga prepovedali zaradi uvodnika z naslovom »Duh Matije Gubca obtožuje – poznejši rodovi niso izkoristili prelite krvi in so še vedno sužnji«. Leta 1896 je pisala nepodpisane članke za časopisa Hrvatski branik in Hrvatska Posavina.
Istega leta je Zagorka začela delati pri časopisu Obzor, najprej kot lektorica, po posredovanju škofa Josipa Jurja Strossmayerja pa kot novinarka. Kot ženska se je soočala z nasprotovanjem uredniškega odbora in dodelili so ji ločeno sobo, da je nihče ne bi videl. Največ je pisala o notranji politiki, občasno pa zagorske potopise, biografije, avtobiografije, feljtone, humoreske, novele in romane v nadaljevanjih. 31. oktobra 1896 je Obzor objavlil njen prvi članek z naslovom Egy Percz (»En hipec«). Članek je razpravljal o izključni rabi madžarskega jezika, ki ga večina Hrvatov ne razume, na železniških postajah na Hrvaškem, zaradi česar potniki niso vedeli, kam vlaki vozijo. Kasneje je bila notranjepolitična dopisnica iz Budimpešte in z Dunaja, dodajala je komentarje o politikih ter intervjuje in zapise o neuradnih političnih pogovorih in splošnem političnem ozračju, kar je znatno prispevalo k porastu naklade Obzora. Ko je oblast Khuen-Héderváryja v času najmočnejšega zatiranja Hrvatov leta 1896 zaprla glavnega urednika Obzora in njegovega namestnika, je Zagorka pet mesecev sama urejala časopis. Kot glasna nasprotnica madžarizacije in germanizacije Hrvaške je bila zaradi organiziranja demonstracij proti Khuen-Héderváryju deset dni zaprta v samici. V tem času je pisala tudi članke za madžarska opozicijska časopisa Népszava in Magyarország.
Leta 1910 je sodelovala pri ustanovitvi Hrvaškega novinarskega društva. Istega leta se je poročila s kolegom novinarjem Slavkom Vodvařko. Ločila sta se leta 1914.
Leta 1917 je Zagorka zapustila Obzor in ustanovila lastno revijo Zabavnik, pisala pa je tudi za Jutarnji list. Nato je izdajala in urejala prvo hrvaško žensko revijo Ženski list (1925–38), za katerega je sama napisala večino člankov, ki so imeli feministično in domoljubno noto. Pisala je tudi za desetine drugih uglednih časopisov, med drugim za Vijenac in Novi list. Sodelovala je pri ustanovitvi Društva hrvaških pisateljic leta 1936.
Leta 1938 je zapustila Ženski list, nezadovoljna z večino uredništva, ki se je od prvotnega liberalizma in feminizma obrnilo v konservativizem in klerikalizem. Leta 1939 je ustanovila mesečnik Hrvatica (1939–41). Ves denar, pridobljen od naročnikov, je bil porabljen za tisk, Zagorka pa je sodelovala prostovoljno. Med drugo svetovno vojno so jo preganjali ustaši, ki so ji prepovedali izdajanje Hrvatice, iz stanovanja so ji zasegli vse izvode revij, denar od naročnin in vse pohištvo. Zaradi nenehnega ustrahovanja je poskušala storiti samomor. Leta 1944 se je poskušala pridružiti jugoslovanskim partizanom, a so jo zavrnili.
Po koncu vojne je bila izključena iz kulturnega prizorišča, za kar je krivila nekatere svoje nekdanje mizogine kolege iz Obzora, ki da so verjeli, da smejo ženske pisati samo romantične romane. Ker ni imela pokojnine in je bila zato odvisna od pomoči znancev in bralcev, se je odločila objaviti oglas, v katerem je iskala nekoga, ki bi ji redno prinašal hrano. Med več kandidati je izbrala dva mlajša moška, Nikolo Smolčića in Lea Carja, ki sta se predstavljala kot bratranca, v resnici pa sta bila par. Na koncu ju je povabila, naj se preselita k njej. Iz pisem, ki jih je skrivaj pošiljala svojim prijateljem, se je pozneje izkazalo, da sta jo Smolčić in Car močno trpinčila. Zagorka se je pridružila Antifašistični fronti žena Hrvaške, avtorske pravice za njena dela je odkupila Slobodna Dalmacija, leta 1952 pa je postala samostojna založnica v sodelovanju s Tiskarno Otokarja Keršovanija.

## Smrt
Zagorka je umrla v Zagrebu v starosti 84 let. Pokopali so jo na pokopališču Mirogoj ob kapeli desno od vhoda, kmalu zatem pa so njeno truplo prenesli v arkade na levi strani, dlje od vhoda.

## Zapuščina
Zagorkino premoženje je podedoval Smolčić, ki je kmalu zatem umrl, premoženje pa je prepustil svojemu partnerju Carju. Čeprav je Zagorka želela, da bi njeno stanovanje na tržnici Dolac postalo spominski center, Car njene zadnje želje ni upošteval, stanovanje je prenovil in v njem živel vse do smrti septembra 1986. Leta 2009 je mesto Zagreb odkupilo stanovanje od Carjevih dedičev in ga uredilo v Spominsko stanovanje Marije Jurić Zagorke, ki ga upravlja izobraževalna nevladna organizacija Center za ženske študije Zagreb in v katerem lahko obiskovalci izvedo več o Zagorki in drugih vplivnih ženskah na področju kulture, politike, znanosti in človekovih pravic. Center vsako leto konec novembra organizira kulturno-znanstveno prireditev z naslovom Dnevi Marije Jurić Zagorke. Vsak tretji četrtek v mesecu center organizira javna predavanja o Zagorki in ženski literaturi.
Leta 2005 je v anketi zagrebškega dnevnika Vjesnik Zagorka zasedla drugo mesto na lestvici najbolj priljubljenih hrvaških pisateljev vseh časov. Hrvaško novinarsko društvo letno podeljuje nagrado Marija Jurić Zagorka za odličnost v pisnem, radijskem, televizijskem, spletnem in raziskovalnem novinarstvu. Je ena glavnih tem zbirke esejev Nikogaršnja dežela: osem izjemnih žensk v zgodovini Balkana britansko-kosovskih pisateljev Elizabeth Gowing in Roberta Wiltona.

## Dela
V slovenščino so prevedeni romani Čarovnica z Griča: Skrivnost krvavega mostu (1971), Malleus maleficarum (1971), Tekmica Marije Terezije (1972), Dvorne spletke (1972), Upornik na prestolu (1972) ter Prerokovanje pri kamnitih vratih (1972–73), Pekel na prestolu (1973) in Veliko sodišče (1974–75).

### Romani
- Roblje (1899)
- Vladko Šaretić (1903)
- Kneginja iz Petrinjske ulice (1910), prvi hrvaški kriminalni roman
- Grička vještica (1912–26), cikel 6 romanov v 7 zvezkih:

1. Tajna krvavog mosta (1912)
2. Kontesa Nera (1913–14)
3. Malleus maleficarum (1918)
4. Suparnica Marije Terezije (1918) – dva zvezka
5. Dvorska kamarila Marije Terezije (1926)
6. Buntovnik na prijestolju (1918)

- Crveni ocean (1918 – pod psevdonimom Jurić Vodvařka), socialno-utopični roman, navdihnjen z dogodki ruske oktobrske revolucije
- Kći Lotrščaka (1921–22)
- Tozuki (1922)
- Republikanci (1924)
- Kaptolski antikrist (1925)
- Modri đavo (1926)
- Plameni inkvizitori, tudi Kameni križari (1928)
- Krijeposni griješnici (1929)
- Kamen na cesti (1934), Zagorkin romantiziran življenjepis
- Gordana (1934–35)

1. Proročanstvo na Kamenitim vratima
2. Pakao prijestolja
3. Veliki sud

- Gordana Kraljica Hrvatâ (1937–39), nadaljevanje Gordane
- Vitez slavonske ravni (1938)
- Mala revolucionarka (1939)
- Jadranka (1943)
- Nevina u ludnici (1957)

### Zbirka kratkih zgodb
- Zagrebačke silhouette (1911)

### Neleposlovje
- Poznata hrvatska spisateljica (1932), avtobiografija
- Neznana junakinja hrvatskog naroda (1939), študija
- Što je moja krivnja? (1947)
- Spomini (1952–53)

### Drame
- Kalista i Doroteja (napisala leta 1887 pri 14 letih)
- Katarina Zrinska
- Filip Košenski
- Evica Gupčeva